# Acetilacija
Acetilacija (ili po IUPAC nomenklaturi etanoilacija) opisuje reakciju kojom se uvodi acetilna funkcionalna grupa u hemijsko jedinjenje. Deacetilacija je uklanjanje acetil grupe. U toj reakciji se zamenjuje atom vodonika hidroksilne grupe sa acetil grupom dajući specifični estar, acetat. Anhidrid sirćetne kiseline se često koristi kao acetilacini agens koji reaguje sa slobodnim hidroksilnim grupama. Na promer, on se koristi u sintezi aspirina i heroina.